# Ревін Роджерс
Ревін Роджерс (англ. Raevyn Rogers, нар. 7 вересня 1996) — американська легкоатлетка, що спеціалізується в бігу на середні дистанції, срібна призерка чемпіонату світу, чемпіонка світу в приміщенні та рекордсменка світу в приміщенні.
3 лютого 2018 спортсменка стала (разом із співвітчизницями Крішуною Вільямс, Шарлін Ліпсі та Аджей Вілсон) співавторкою світового рекорду в приміщенні в естафеті 4×800 метрів (8.05,89), перевершивши попереднє досягнення російського квартету (8.06,24), встановлене у 2011.
На чемпіонаті світу в приміщенні-2018 спортсменка стала чемпіонкою світу в естафеті 4×400 метрів, взявши участь у попередньому забігу.
На світовій першості в Досі здобула «срібло» на 800-метровій дистанції.